# Cirurgia

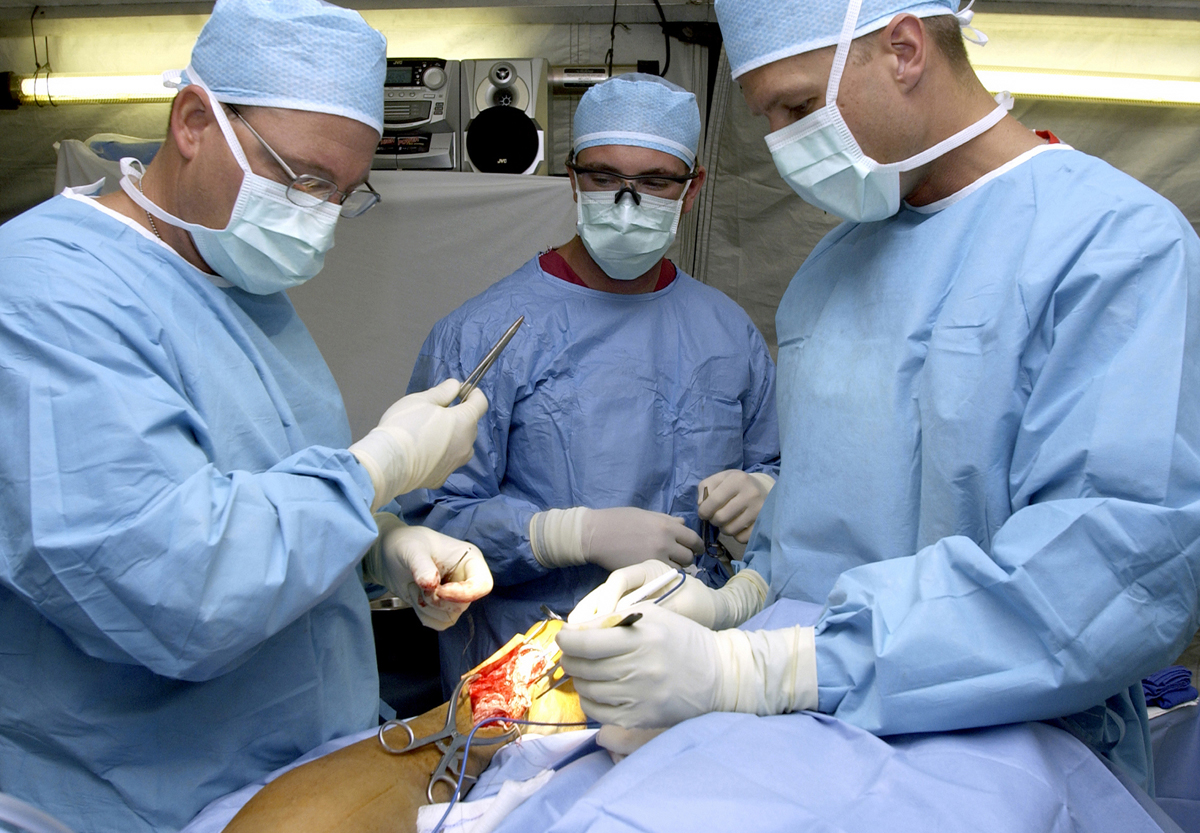
Cirurgiões e o instrumentador cirúrgico (ao fundo) realizando um procedimento cirúrgico.

Cirurgia (do grego χειρουργική cheirourgikē e latim chirurgiae, "trabalho manual"), também chamada procedimento cirúrgico, é qualquer tipo de procedimento no qual o cirurgião e sua equipe realizam uma intervenção manual ou instrumental no corpo do paciente para diagnosticar, tratar ou curar doenças, traumatismo, melhorar a funcionalidade ou a aparência de partes do corpo.

## Equipe cirúrgica
Uma equipe cirúrgica é composta por:
- Cirurgião chefe: Médico especialista em cirurgia, é o chefe da equipe. Dá as ordens de como fazer a intervenção cirúrgica;
- Cirurgião assistente: Médico que faz as incisões, suturas, cauterização, sucção e melhora o acesso ao órgão lesionado afastando outras camadas e órgãos. Deve facilitar à intervenção do cirurgião chefe em todos os passos;
- Anestesiólogo ou Anestesista: médico que aplica a anestesia e monitora o nível de consciência, oxigênio e sinais vitais do paciente;
- Enfermeiro: Organiza, prepara a sala e auxilia em eventualidades. Administra os materiais e equipamentos necessários, como gazes, algodão e sangue. Pode executar ações típicas de enfermagem como esterilizar a pele, administrar uma injeção ou regular a velocidade de goteio do soro;
- Técnico de enfermagem: Desenvolve suas atividades como circulante de sala. Ele conecta o ambiente estéril e não estéril, trazendo e levando os materiais solicitados durante o ato cirúrgico. Pode verificar o funcionamento, a conservação e a manutenção dos equipamentos necessários ao funcionamento do Centro Cirúrgico;
- Instrumentador cirúrgico: técnico em cirurgias. Tem o dever de antecipar as necessidades do cirurgião para fornecer os materiais corretos o mais rapidamente possível.

## Processo cirúrgico

### Pré-operatório imediato
• O paciente à 24 horas da cirurgia. Onde é anestesiado ou pré-anestesiado, onde são realizados todos os cuidados necessários para que a cirurgia possa ocorrer sem complicações.

### Intra-operatório
• Durante a realização da cirurgia.

### Pós-operatório Imediato
• Período crítico onde se deve ter muita atenção, começa ao final da cirurgia e dura 24h.

### Pós-operatório Mediato
• Período em que o paciente se encontra internado, das 24h iniciais até 7 dias depois
(geralmente quando se obtém a alta).

### Pós-operatório Tardio
• Após os 7 dias e o reconhecimento da alta. O pós-operatório tardio é o tempo de cicatrização e prevenção das complicações, este período pode durar semanas ou meses após a cirurgia.

## Tempos
A cirurgia é divido em tempos:
- Diérese: divisão dos tecidos que possibilita o acesso à região a ser operada;
- Exérese: remoção ou extirpação cirúrgica de órgãos ou de estruturas anatômicas;
- Hemostasia: parada do sangramento. O sangue derramado pode ser limpo com aspiração ou com gazes;
- Síntese: Redução do espaço morto. Fechamento dos tecidos cortados.

O cirurgião geral realiza a maior parte das cirurgias e assume o comando do paciente poli-traumatizado grave, indicando se e onde cada especialista precisa atuar. A cirurgia do trauma (entendendo-se aqui trauma como toda lesão corporal causada por queda, capotagem, colisão ou ferimentos por armas brancas ou de fogo) é uma das áreas de atuação do cirurgião geral.

## Tipos de cirurgias
- Cirurgia neurológica
- Cirurgia bucomaxilofacial
- Cirurgia oftalmológica
- Cirurgia otorrinolaringológica
- Cirurgia de cabeça e pescoço
- Cirurgia cardíaca
- Cirurgia torácica
- Cirurgia do aparelho digestivo
- Cirurgia vascular
- Cirurgia ortopédica
- Cirurgia urológica
- Cirurgia ginecológica
- Cirurgia obstétrica
- Cirurgia oncológica
- Cirurgia plástica
- Cirurgia reconstrutiva
- Cirurgia estética
- Cirurgia robótica

## História da cirurgia

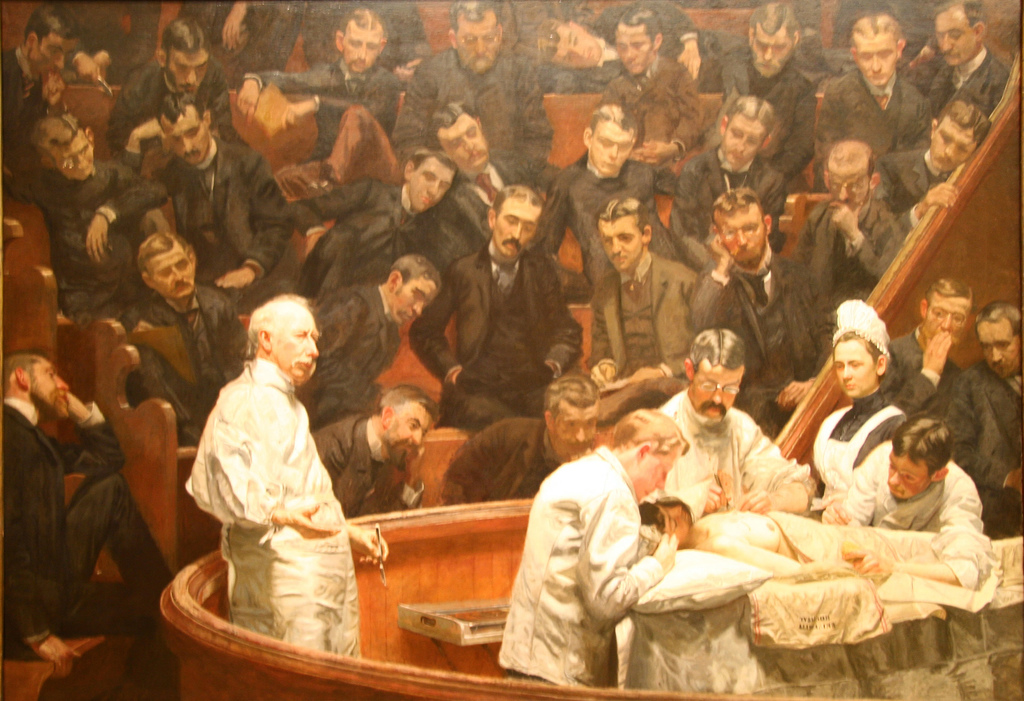
Pintura a óleo The Agnew Clinic de Thomas Eakins, datada de 1889. A cirurgia era pública e havia vários observadores.

Hieronymus Fabricius, Operationes chirurgicae, 1685

Sabe-se que a cirurgia é praticada desde a pré-história, através de procedimentos de trepanação (operação que consiste em praticar uma abertura em um osso). No entanto, a cirurgia teve seus primeiros desenvolvimentos científicos no século XVI, com Ambroise Paré – “o pai da cirurgia moderna”, que, além de esclarecer inúmeras questões de anatomia, fisiologia e terapêutica, substituiu a cauterização com ferro em brasa pela ligadura das artérias depois de uma amputação de membro.
Mais tarde, a descoberta da anestesia e a criação da antissepsia marcaram, no final do século XIX, o início da cirurgia moderna, cuja eficácia aumentou com a transfusão de sangue e a neurocirurgia, desenvolvidas entre as duas grandes guerras. Nos anos 1950, a descoberta dos antibióticos também garantiu maior eficácia aos procedimentos cirúrgicos. Atualmente, todos os órgãos são acessíveis à cirurgia e as técnicas recentes (a partir dos anos 1960) de transplantes de órgãos são uma vitória da cirurgia, embora ainda haja problemas de rejeição.

### Pontuações
- Em 2001, arqueólogos estudando os restos de dois homens de Mergar, Paquistão, que são um povo da Civilização do Vale do Indo, inclusive anterior ao período Harapa, descobriram que eles tinham o conhecimento da medicina e odontologia. Os antropólogos que conduziram estas investigações encontraram indícios que um dente tinha sido perfurado há 9 mil anos.
- Pesquisadores descobriram uma mandíbula no Antigo Egito, datada aproximadamente de 2750 a.C., com duas perfurações logo abaixo da raiz do primeiro molar, indicando a realização de uma drenagem de um abscesso no dente. Escavações recentes nos locais de  trabalhos da construção das Pirâmides do Egito também levaram à descoberta de evidências de cirurgias no cérebro em um trabalhador que continuou vivo por mais dois anos após os procedimentos.
- O médico índiano Sushruta (600 a.C.) é uma importante figura na história da cirurgia. Ele viveu, ensinou e praticou sua arte cirúrgica nas margens do Ganges na área que corresponde atualmente a cidade de Benares no Norte da Índia. Devido as suas numerosas contribuições para ciência e arte da cirurgia ele é também conhecido como o "Pai da Cirurgia". Muito do que conhecemos a respeito da cirurgia investigativa está contido em uma série de volumes de sua autoria, os quais são coletivamente conhecidos como as Sushruta Samhita. Este é o mais antigo texto cirúrgico e ele descreve nos mínimos detalhes a exploração, diagnóstico, tratamento, e prognósticos de numerosas indisposições, como também a realização de uma cirurgia plástica.
- Cirurgias são hoje consideradas como uma especialização da medicina, mas profissão de cirurgião e de medico têm raízes históricas diferentes. Por exemplo, a tradição era contra a abertura do corpo e o Juramento de Hipócrates conclama aos médicos contra a pratica da cirurgia, especialmente que corta as pessoas com pedras, isto é, litotomia, uma operação para retirar pedras dos rins, era para ser deixada para pessoas com tais praticas. Certamente, a maioria do conhecimento da cirurgia veio da dissecação de corpos, atividade que era repulsiva para muitos médicos.
- Por volta do século XIII, muitas cidades europeias exigiam que os cirurgiões tivessem vários anos de estudo ou treinamento antes que eles pudessem praticar. As Universidades de Montpellier,  Pádua  e Bolonha eram particularmente interessadas no lado acadêmico da Cirurgia, e por volta do século XV, Cirurgia ainda era um objeto de estudo separado da medicina. Cirurgia tinha menos status que a medicina pura, isto continuou até que Rogerius Salernitanus compôs seu Chirurgia, que se tornou uma espécie de manual para cirurgia ocidental, tendo influenciado até aos tempos modernos.
- Entre os primeiros cirurgiões modernos estão médicos militares das Guerras Napoleônicas que primeiramente trabalharam com amputação. Cirurgiões navais eram frequentemente barbeiros-cirurgiões, que combinavam a cirurgia com seu trabalho principal de barbeiro.
- Em Londres, uma sala de cirurgia antes da moderna anestesia ou assepsia existirem, era aberta ao público. Isto era encontrado em uma sala da Igreja de St Thomas em  Southwark. Esta sendo hoje conhecida como a mais antiga sala de cirurgia.